# Chlorops adjunctus

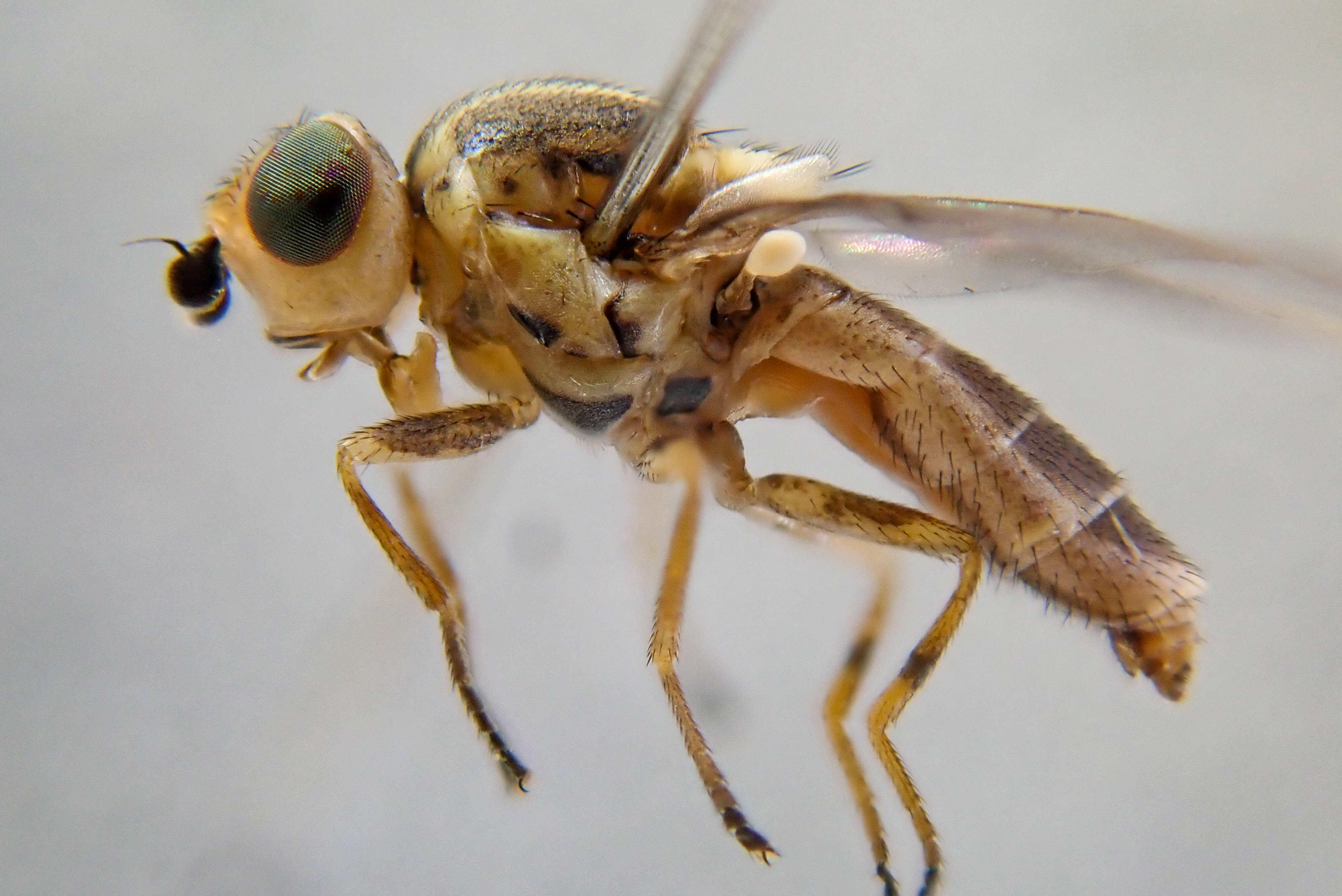
Vrouwelijke Chlorops adjunctus

Chlorops adjunctus is een vliegensoort uit de familie van de halmvliegen (Chloropidae). De wetenschappelijke naam van de soort is voor het eerst geldig gepubliceerd in 1910 door Becker.